# Membrilla
Membrilla – gmina w Hiszpanii, w prowincji Ciudad Real, w Kastylii-La Mancha, o powierzchni 143,94 km². W 2011 roku gmina liczyła 6335 mieszkańców.